# Adoretus affinis
Adoretus affinis är en skalbaggsart som beskrevs av Gilbert John Arrow 1917. Adoretus affinis ingår i släktet Adoretus och familjen Rutelidae. Inga underarter finns listade i Catalogue of Life.